# 키타하라 미에

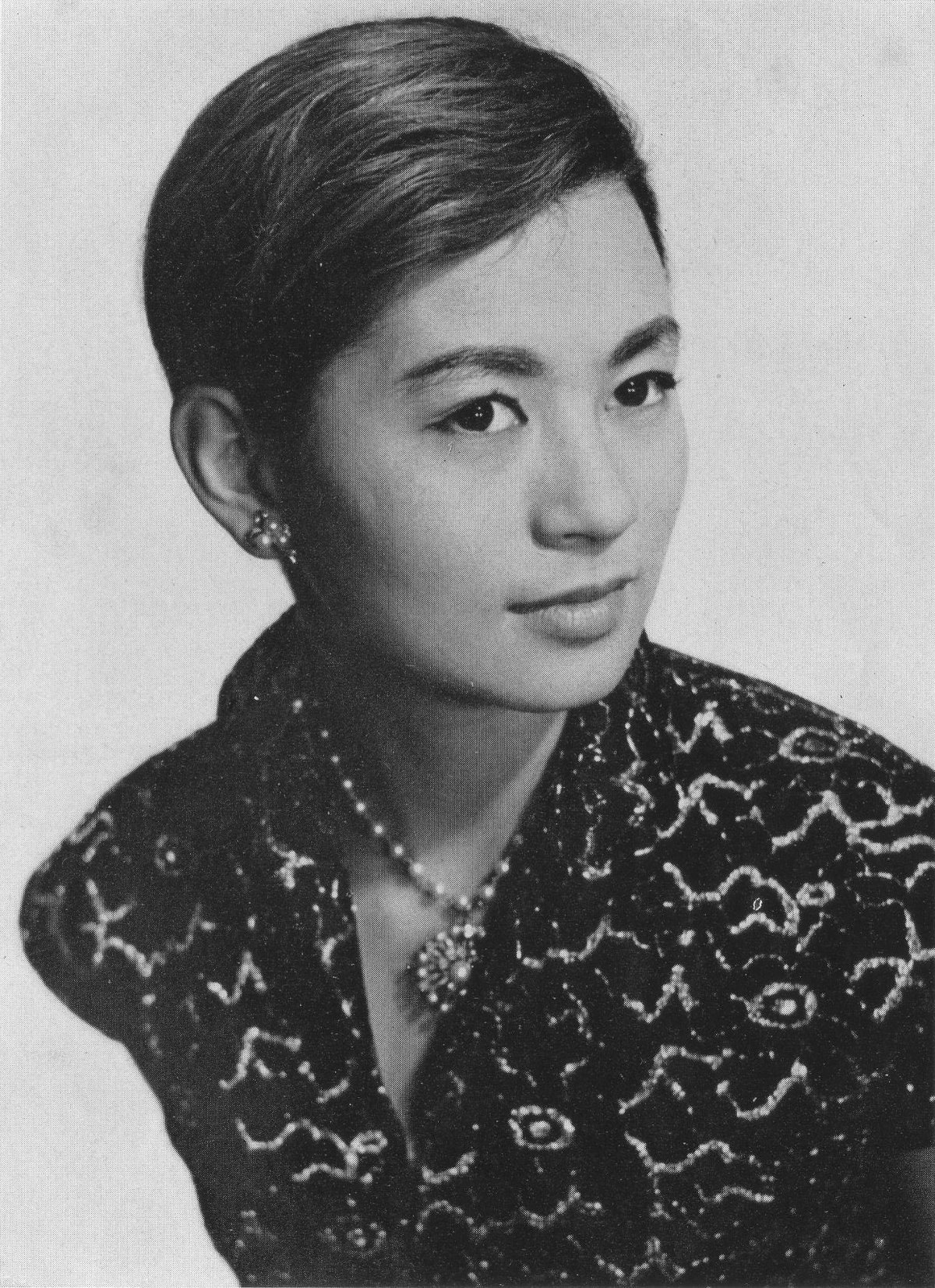

키타하라 미에(Mie Kitahara, 1933년 7월 23일 ~ )는 일본의 배우이다.
도쿄에서 태어났다.

## 영화
- 사비따 나이프 (1958년)
- 폭풍을 부르는 남자 (1957년)
- 미친 과실 (1956년)
- 청춘괴담 (1955년)
- 내면의 굴레 (1955년)
- 카르멘 사랑에 빠지다 (1952년)